# Rudolf Klupaty

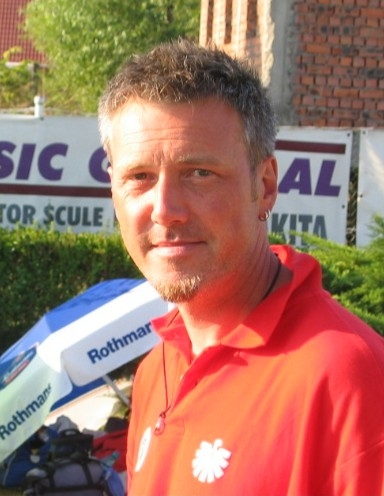
Rudolf Klupaty bei der EM in Timisoara

Rudolf Klupaty (* 19. Januar 1965 in Wien) ist ein österreichischer Bahnengolf-Spieler.

## Leben

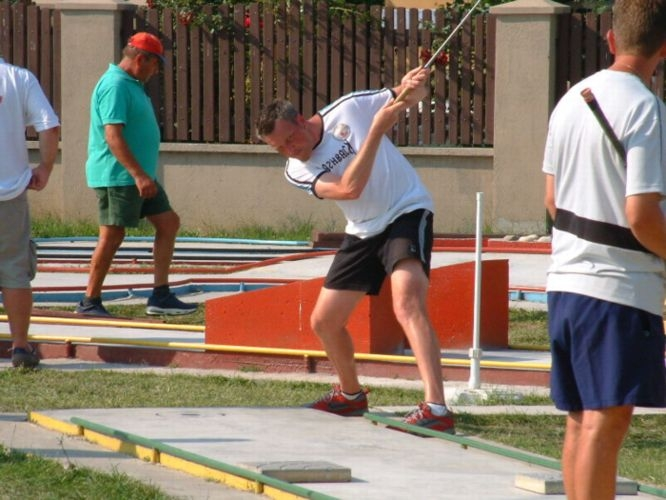
EM Timisoara Training

Klupaty spielt seit 1973 aktiv Bahnengolf. Er arbeitet hauptberuflich in der Produktion der Wiener Porzellanmanufaktur Augarten. Er spielte bis 2003 beim BGC Union Rot Gold und seit 2003 in der erfolgreichsten Vereinsmannschaft der österreichischen Hauptstadt dem BGC Wien. Von 1999 bis 2009 war Rudolf Klupaty im Kader der österreichischen Nationalmannschaft im Bahnengolf. Er erhielt 2002 das Silberne Ehrenzeichen für Verdienste um die Republik Österreich. Rudolf Klupaty ist Inhaber einiger Bahnrekorde und zahlreicher Turniersiege.

## Erfolge
- Er wurde mit der Mannschaft 2001 Vizeweltmeister und 2002 Vizeeuropameister.[3]
- 2000, 2004 und 2006 konnte er mit dem Nationalteam noch drei Bronzemedaillen gewinnen.
- Im Einzel gewann er 2004 und 2006 die österreichischen Staatsmeisterschaften der allgemeinen Klasse[4].